# Luč
Luč – wieś w Chorwacji, w żupanii osijecko-barańskiej, w gminie Petlovac. W 2011 roku liczyła 435 mieszkańców.